# Joffrey Verbruggen
Joffrey Verbruggen (Bruxelles, 7 febbraio 1989) è un attore belga.

## Biografia
Intraprende la carriera di attore in giovane età, trasferendosi a diciotto anni a Parigi. Nel 2009 debutta al cinema con La Régate, diretto da Bernard Bellefroid.

## Filmografia
- Unspoken, regia di Fien Troch (2008)
- La Régate, regia di Bernard Bellefroid (2009)
- Krach, regia di Fabrice Genestal (2010)
- Dead Man Talking, regia di Patrick Ridremont (2012)
- Superstar, regia di Xavier Giannoli (2012)
- Bula, regia di Boris Baum (2017)
- Girls with balls, regia di Olivier Afonso (2018)
- La Fine Équipe, regia di Ismaël Saidi (2018)
- Lucky, regia di Olivier Van Hoofstadt (2020)
- I viziati (Pourris gâtés), regia di Nicolas Cuche (2021)

## Riconoscimenti
- Premio Magritte
  - 2011 – Migliore promessa maschile per La Régate